# Länder och platser i Sagan om Drakens återkomst
Det här är en samlingsartikel för olika länder och platser i Sagan om Drakens återkomst, en fantasybokserie av Robert Jordan.

## Länder i väst

### Amadicia
I Amadicia kung Ailron.
Den egentliga makten ligger dock hos Ljusets Söner; här ligger även deras högkvarter Ljusets Borg.

### Andor
Andor är det största landet i väst, och ett av de äldsta länderna. Huvudstaden heter Caemlyn och landet regeras alltid av en drottning. Drottningens äldsta dotter kallas Tronens Dotter, och hon skickas av tradition alltid att studera hos Aes Sedaierna i Tar Valon. Andors senaste drottning var Morgase Trakand, som är försvunnen. Hennes dotter Elayne Trakand kämpar nu för att vinna tronen. Andors tron heter Lejontronen, och landets symbol är ett vitt lejon mot röd bakgrund. 

#### Shadar Logoth
Shadar Logoth, tidigare känt som Aridhol, var en stad som låg i vad som nu är Andor. Den har varit övergiven i tusentals år, och har länge ockuperats av Mashadar, ett levande, ont, förtärande, dimlikt väsen utan sinne. Staden har nyligen förstörts.
Under Trollockkrigen var Aridhol en av de Tio Nationerna, och regerades av Kung Balwen Mayel. En man vid namn Mordeth, kungens rådgivare, korrumperade kungen och staden. Staden som tagit mottot "Ljusets seger är allt" blev allt mörkare, och ur den föddes Mashadar, som förtärde och fördärvade den. En stor armé av trollocker och myrddraal slog läger där senare under kriget; inte en enda av dem kom därifrån levande. Sedan dess har mörkrets tjänare undvikit staden.
I Farornas väg ledde Moiraine Damodred gruppen av människor som flydde från Tufloden till Shadar Logoth för att slå läger, i avsikt att undvika trollocker och myrddraal. Under tiden de var där träffade Rand al'Thor, Perrin Aybara och Mat Cauthon Mordeth, och Mat tog med sig en förhäxad rubindolk. Dolken skulle senare försöka döda honom. Även Padan Fain tog sig in i staden, och blev ett med Mordeth. Vid Rands andra besök i staden hade han med sig aielkrigare och ogier för att stänga Porten som fanns i staden. En av spjutjungfrurna, Liah, försvann under aktionen. 
Senare jagade Rand upp den Förlorade Sammael i Shadar Logoth. Sammael dödades av Mashadar, och Rand såg Liah igen. Han dödade henne med lanseld då han såg att hon fångats av Mashadar och ville bespara henne den hemska död det innebar. Rand och Nynaeve al'Meara använde senare Kraften för att rena saidin, varvid Shadar Logoth jämnades med marken. De enda lämningar som nu finns kvar efter Shadar Logoths ondska är Padan Fain och hans dolk.

#### Tufloden
Tufloden (engelska: Two rivers) är en region i Andors utkant, som är mer eller mindre autonomt. Den är känd för sin tobak. Fem av de viktigaste personerna i böckerna kommer från Tufloden, närmare bestämt den lilla byn Emondsvall: Rand al'Thor, Egwene al'Vere, Mat Cauthon, Nynaeve al'Meara och Perrin Aybara.

### Cairhien
Cairhien ligger nära bergskedjan Världsryggen, som skiljer de västra länderna från Aielöknen. Huvudstaden heter Cairhien. Deras flagga är mörkblå med en gyllene sol som stiger. Landet styrs av Rand al'Thor; hans intention är dock att överlämna tronen till Elayne Trakand.   

### Gränslanden
Gränslanden är de länder som gränsar till Stora Fördärv. Folket där kämpar oavbrutet för att hålla tillbaka mörkrets makter från att invadera världen.

#### Arafel
Arafel är ett av de fyra gränslanden. Dess huvudstad är Shol Arbela och vapenmärket är en fyrdelad sköld med tre vita rosor på ett rött fält, omväxlande med tre röda rosor på ett vitt fält.

#### Kandor
Kandor är ett av de fyra gränslanden. Dess huvudstad är Chachin och vapenmärket är en stegrande röd häst på ett blekgrönt fält.

#### Malkier
Malkier var ett av gränslanden, men föll till skuggan år 955 NE. Den enda överlevande personen därifrån som inte övergett sin kultur och landstillhörighet är Lan Mandragoran, Malkiers kung. Efter att landet blivit slukat av mörkrets krafter abdikerar han och blir en Väktare. Han gifter sig med Nynaeve Al'meara.

#### Saldaea
Saldaea är ett av de fyra gränslanden, Huvudstad är Maradon och vapenmärke är tre silvriga fiskar på en mörkblå botten.

#### Shienar
Ett av de fyra gränslanden. Dess huvudstad är Fal Moran och vapenmärke är en svart hök som slår ned.

### Illian
Ilian är det land som ligger längst söderut. Dess huvudstad är Illian, vilket är en stor hamnstad vid stormhavet. Landets vapenmärke är nio gyllene bin på ett mörkgrönt fält.

### Stadsstater

#### Bortre Madding
Bortre Madding (på engelska Far Madding) är en stad som ligger på en stor ö i en ännu större sjö med tre broar till fastlandet. Staden har tre marknadsplatser i närheten av var och en av broarna där utlänningar får bedriva handel. Staden var tidigare huvudstad för Maredo. De som styr över staden kallas Rådsdamer och är 13 till antalet, varav en har högre rang och kallas Högsta Rådsdamen. Staden är kvinnodominerad och männen anses vara av mindre vikt. Det mest utmärkande med staden är att den fungerar som en stedding, det vill säga att ingen kan leda kraften där, vilket orsakas av en ter'angreal i stadens mitt. Denna började användas under världsfallet som skydd för staden och har behållits sedan dess.
En av Bortre Maddings lagar är att ingen utom stadens vakter får bära vapen, och de som innehar vapen måste antingen lämna dem när de går in genom en av portarna eller linda in sina vapen i en sorts skydd som hindrar att de används. På grund av detta begås få mord.

#### Mayene
Mayene är en rik stadsstat som ligger vid Stormhavet, nära Tear. Regenten kallas första dam; den nuvarande heter Berelain.

#### Tar Valon
Tar Valon är Aes Sedaiernas högsäte.
Staden Tar Valon är byggd av ogier och var en av de första städerna som byggdes efter världsfallet. Då fanns det bara 500 människor i staden, och endast 20 systrar. Staden ligger på en ö, och floden Erinrin delar sig runt den. Mellan fastlandet och ön går spröda broar som ser ut att vara gjorda av spets. Stadens murar, de Skinande Murarna, är gnistrande vita, likt det kraftigaste av tornen i staden: Vita Tornet.

### Tear
Ett rike vid Stormhavet; huvudstaden som är en viktig hamnstad innehar samma namn. Tears fana föreställer tre snedställda månskäror på en bakgrund som är hälften röd, hälften gyllene.

## Seanchan
Seanchan är en kontinent på andra sidan Arythhavet. Huvudstaden heter Seandar. De som styr i Seanchan är ättlingar till de härar som Arthur Hökvinge skickade över Arythhavet.

## Shara
Shara är ett okänt och mytomspunnet land på andra sidan Aielöknen.

## Andra platser

### Aielöknen
Aielöknen (engelska: Aiel Waste) är en stor öken öster om Världsryggen. Den bebos av Aielkrigarna, som är kända för att vara skoningslösa. Aiel själv kallar landet för "Det trefaldiga landet".

### Shayol Ghul
Shayol Ghul är hjärtat av Stora Fördärv och platsen där den Svartes fängelse ligger.

### Stora Fördärv
Stora Fördärv (på engelska The Blight) är det förstörda och korrumperade land i norr där ondskans makter har sitt säte. Kan liknas vid Mordor i Sagan om ringen. Folket i Gränslanden har länge slagits för att hindra att Stora Fördärv sprider sig, men historien har visat att det sakta men säkert slukar allt mer av världen.

### Tel'aran'rhiod
Tel'aran'rhiod är drömmarnas värld, en näst intill kopia av den riktiga världen. Det som händer i Tel'aran'rhiod händer även i verkligheten, en person som dör där vaknar aldrig igen.

### Vitabro
Vitabro är en av de första stora städerna som Rand och Mat i sällskap med Thom Merrilin kommer till. De två vännerna kommer bort från lekaren som deltar i en skärmytsling med en Myrdraal.